# Elbai szlávok

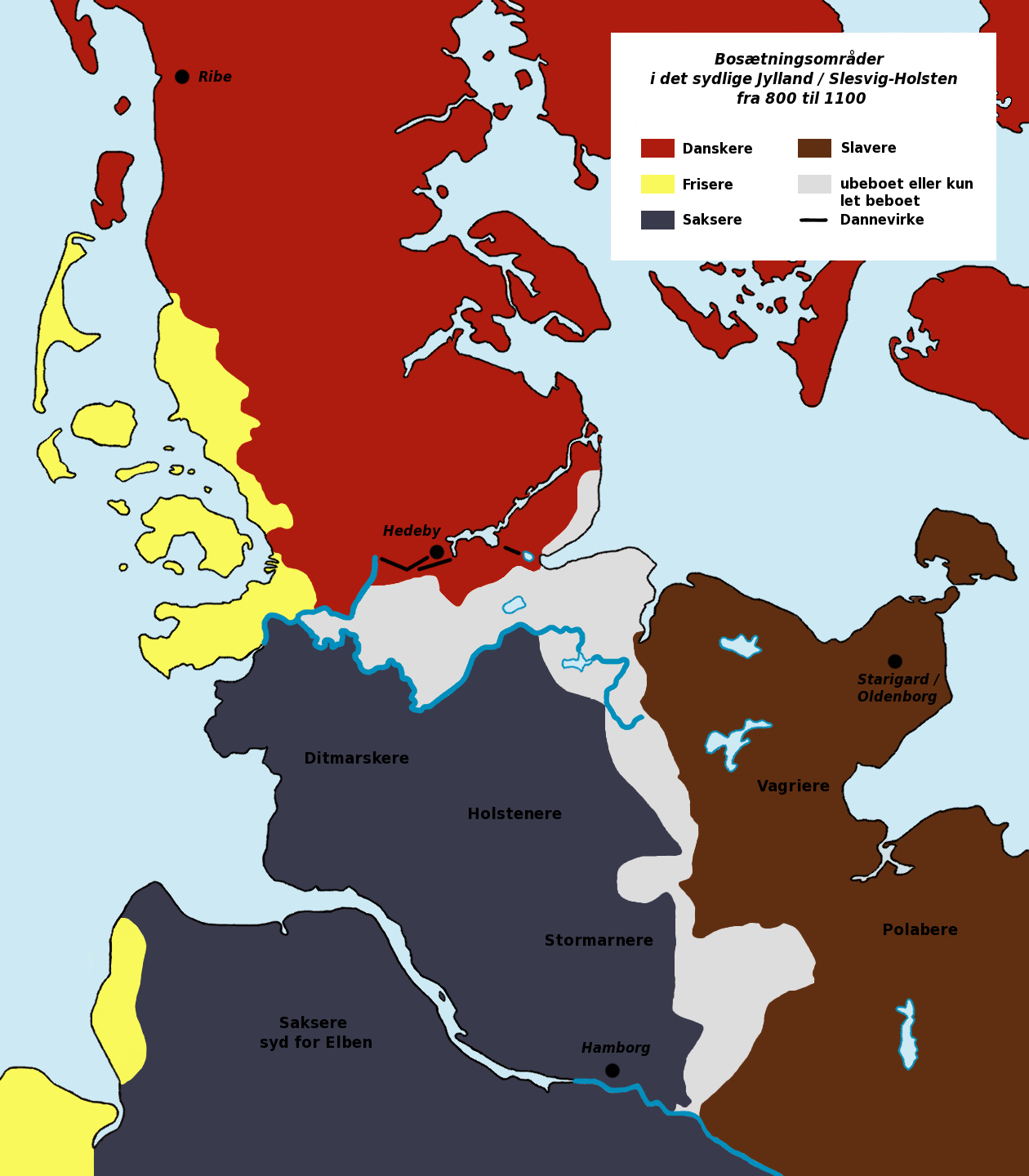
A lakosság nemzetiségi megoszlása a mai dán-német határvidéken 800-1200 között. Jelmagyarázat: vörös: dánok; sárga: frízek; sötétkék: németek; barna: szlávok; világos: ritkán lakott, vitatott területek

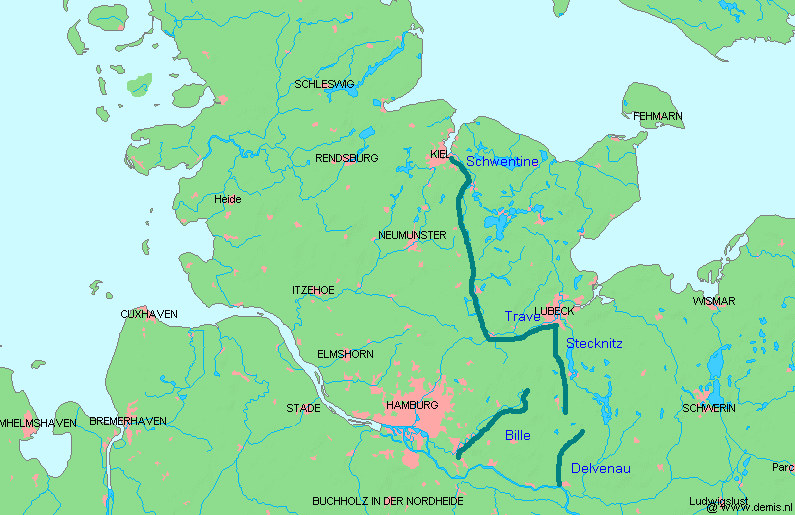
Sáncok a szláv betörések ellen a mai Észak-Németországban

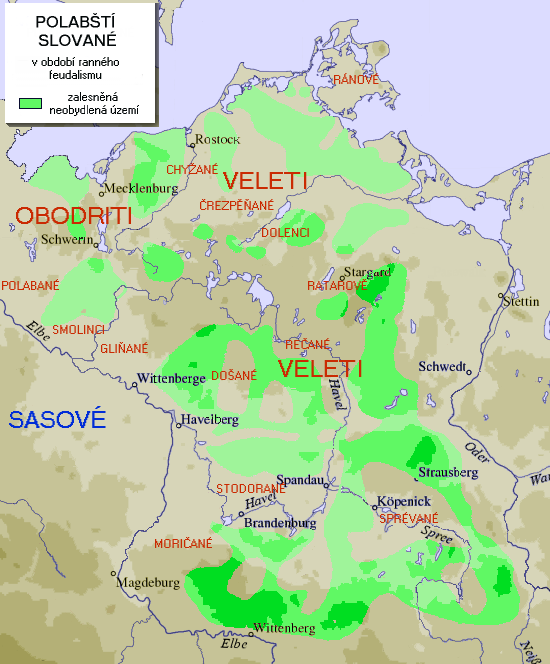
Egy térkép az elbai szlávok településterületeiről. Zölddel az erdős, lakatlan területek

Az elbai szlávok a korai középkorban az Elba vidékén élő nyugati szláv népcsoportok neve. (alsószorb nyelven: Połobske Słowjany, lengyelül: Słowianie połabscy, csehül: Polabští Slované, németül Elbslawen. A németek a középkorban minden, a környezetükben élő szláv népet gyűjtőnéven vendeknek (is) neveztek, ezért gyakran az elbai szlávokat, illetve különböző törzseiket is ezen a néven említik a források.
A korai középkorban, a 6. századtól az Elba alsó folyása mentén a szlávok nyugat felé, az ottani germánok, a szászok és a frankok pedig kelet felé igyekeztek terjeszkedni. A folyó alsó szakaszánál évszázadokon keresztül ellenségesen áll egymással a két népcsoport. Az Elba középső szakaszánál ezzel szemben túlnyomórészt békés együttélés alakult ki az elbai szlávok és a szászok között. A 10. század második felétől kezdve a szász-elbai szláv kapcsolatok német-szláv kapcsolatokká alakultak. II. Ottó német-római császár egyezségre jutott az elbai szlávokkal és a lengyelekkel is.
Az elbai szláv törzsek közé tartoztak az abodriták/obodriták (Obotriti), liutics/luicsok (Lutitiani), polábok („Elba mellettiek”), Waigri (Wagrier) valamint a rethraiak (Redarier), tollenseiek (Tollenser), Circipani (Zirzipaner, lengyelül: Czerespienianie) és kessiniek (Kessiner), mely utóbbiak csak kisebb csoportok voltak.
Két törzs, az Obotriti és a Lutitiani játszottak jelentősebb politikai szerepet. Az obodritákat első ízben 789-ben említik, Nagy Károly legendás, az Elba térségében élő vilcek (Wilzen) elleni
hadjárata (Wilzenfeldzug) kapcsán, majd amikor a 9. században több ízben is felkelést szerveztek a szászok és frankok ellen. A luticsok (Lutitiani) a 983. évi felkelésükkel veszélyeztették az elbai püspökség korai német településeit. Az általuk szervezett szövetség még később is, 1120 körül, egy rövid időre hatalmi tényezőnek számított.
A térség német helyi hercegei és grófjai egészen a 12. századig azt tartották legfontosabb feladatuknak, hogy az Elbától keletre élő szlávokat leigázzák és keresztény hitre térítsék. A legbefolyásosabb helyi uralkodó a Welf-házból való III. Henrik szász herceg volt, aki 1147-ben keresztes hadjáratot vezetett a vendek ellen, amiben a dánok is részt vettek.
A 8. században néhány szláv népcsoport eljutott az Elbától nyugatra is. A mai Elba menti Dannenberg és Hitzacker városok területén megerősített településeket hoztak létre, de a szászok ott nem támadták őket. Ezeket a nyugat-elbai szlávokat a 11. század kezdetén Drevani-nak nevezték. A 11. század második felében a forrásokban Polabi és Polabini néven bukkanak fel. Utódaik, a polábok (illetve dravéno-polábok), akik a lüneburgi vendek földjének Luchow-Dannenberg és Wustrow körzetében egészen a 18. század kezdetéig megőrizték ősi kultúrájukat és nyelvüket. Később azonban ez a szláv eredetű helyi népesség beolvadt a többségi német lakosságba. Az elbai szlávoknál írásbeliség nem alakult ki, de német egyházi források szógyűjteményekben dokumentálták nyelvük egy késői állapotát.